# Монгефоссен
Монгефоссен (норв. Mongefossen) — водоспад, один із найвищих у Європі, розташований на території комуни Реума у фюльке Мере-ог-Ромсдал в Норвегії.

## Географія
Водоспад розташований у південній частині фюльке Мере-ог-Ромсдал, у північно-західній частині Норвегії, на руслі річки Монге, яка живиться водами з льодовиків та опадів. Висота водоспаду становить 773 м. Кількість каскадів — 1, висота найбільшої ділянки вільного падіння води — 300 м. Ширина водоспаду — 23 м. Середня витрата води водоспаду — 2 м³/с, максимальна — 14 м³/с.